# 駐在所

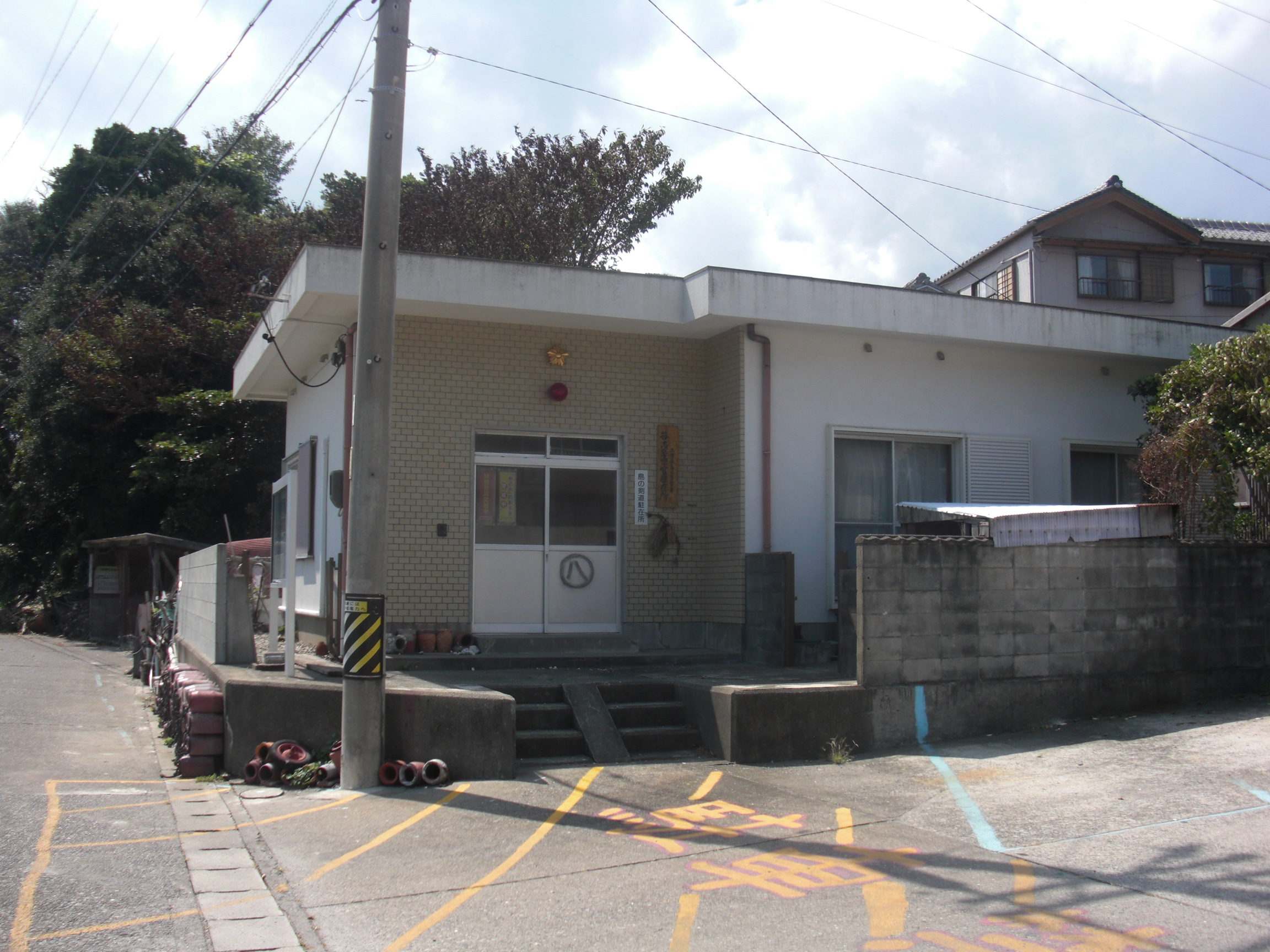
離島の駐在所（三重県・答志島）

駐在所（ちゅうざいしょ、英: Residential police box）は、警察、消防または海上保安庁の施設で、郊外や過疎地域・山間部・離島などに置かれ、それぞれ警察官、消防吏員、海上保安官が常駐する。

## 警察
交番に準じる役割を有するが、交番が交代制であるのに対し、通常、駐在所員である警察官とその家族が住む官舎を兼ねていることが違う点である。また、警察官が常駐することから駐在所の名称を警察官駐在所と定めている地域がある（秋田県、栃木県、山梨県、富山県、和歌山県など）。
交番勤務の警察官が「お巡りさん」と呼称されるのに対し、駐在所勤務の警察官は「駐在さん」と呼称される場合がある。配属されるのは警部補以下の警察官である。駐在所員は基本的に単独で勤務するため、一通りの事案をこなせる能力や経験のある者が選定されることが多い。

### 機能
多くは警察官がその家族と居住し、地域との交流を持ちながら業務を行うために、地方公務員というより家業という印象が強いが、当該施設は警察施設であり、かつそこに勤務する駐在所職員にも、当然定期的に人事異動がある（異動が発令された場合は一家で任地へ引っ越すことになる）地方公務員である。
官舎を兼ねて家族を居住させる目的には警察官の不在時や多忙な際、配偶者に業務をサポートさせるという面もあるが、近年は人員や家族の生活上の理由により、警察官自身が持つ自宅など元々の居住地に家族を残したまま単身で勤務したり、独身の警察官が勤務したりする場合もあり、全部の駐在所が夫婦・家族で居住しているというわけではない。基本的な執務時間は8時30分から17時15分まで。
また駐在所によっては警察官が2人以上勤務するところ（複数駐在所）もあり、まれな例ではあるが、兄弟だったり、結婚して夫婦の関係にある男性警察官と女性警察官が二人で同一の駐在所勤務をする例もある。
所在地は治安のよい郊外や過疎地域・山間部・孤島などが主だったが、顔の見える警察官として近所に親しまれる「駐在さん」が見直され、1990年代後半より都市部でも治安対策の一環として駐在所を設けるケースもある。

#### パトカー
一駐在所につきパトカー1台を備える場合がある（ただし都心などに治安対策のために設置された駐在所や市街中心部に所在する駐在所の多くを除く）。

## 消防

### 駐在所等の設置数と勤務体制
全国の消防機関のうち145消防本部において306か所が設置されており、勤務体制は、昼間は1人体制、2人体制および3人体制があり、夜間も同人数で継続する場合のほか、減員または不在となる駐在所等もある。
また、日勤時間帯以外も併設住宅で待機させている駐在所の場合、週休日を設け代務者を本署から派遣しているところもある。

### 出動体制
駐在所等は、出動する消防吏員が少ないこと、近隣署所から距離があり増援部隊の到着に時間を要することから、駐在所等の消防部隊が出動する時は、災害等の規模により他の署所から同時に消防部隊を出動させている消防本部が多数である。

### 連携体制
駐在所等は、出動する消防吏員が少ないことから、災害現場で消防団等と積極的な連携活動を実施している。また、1人体制の駐在所等の中には、災害発生時に消防団員等を招集後、同乗して出動する体制の消防本部もある。

### 駐在所等の職員の配置
駐在所等の職員は、少人数で消防業務全般を行うため、オールマイティーな職員が求められる。基本的に救急隊員経験者（消防学校救急課程終了者）が配置されることがほとんどである。
配置にあたり資格、経験、階級、年齢等についても考慮されている。駐在所等の地域特性から、長時間通勤や転居等の負担、職員の士気やモチベーション等も考慮される。

## 一般企業
非常に稀ではあるが、永谷園やセイカ食品など、一部の一般企業でも部署名として「駐在所」の名称を使用している例がみられる。鉄道会社やそのグループ会社でも同様である。